# Sound of Contact
Sound of Contact is een Britse muziekgroep met als kernleden Simon Collins en Dave Kerzner.

## Geschiedenis
Simon Collins, zoon van Phil Collins en Kerzner leerden elkaar kennen tijdens de Turn it on-toer van Genesis (2006/2007).  Collins, Kernzer en toen ook Kelly Nordstrom, die al eerder met Simon Collins had samengewerkt,  namen Keep it dark op als eerbetoon aan Simons vader Phil Collins. In 2007 werden tevens opnamen gemaakt voor U-catastrophe, het derde album van Simon Collins. In 2009 kwam Collins met het voorstel aan bij Kerzner, Nordstrom en nu ook Matt Dorsey om een band te vormen. Het werd Sound of Contact. Ze gingen opnamen maken in Miami, Florida en Vancouver in Canada. In 2013 sloot de band een platencontract bij InsideOut Music en in mei 2013 was Dimensionaut het resultaat. Echter direct na uitgifte van het album verdween Nordstrom van het podium en in 2014 verliet ook Kerzner de band. In 2015 kwamen beiden weer bij de band, er zou sprake zijn van de komst van een tweede album, maar daar werd een jaar lang niets meer over gehoord.
Sound of Contact werd voor wat betreft de muziek voornamelijk ingedeeld bij de niche progressieve rock. Door de invloeden van de diverse bandleden (Matt Dorsey speelde eerder in een punkband) zou allemaal wat frisser klinken dan de oude stroming. Het eerste album werd gemixt door Nick Davis, de geluidstechnicus van Genesis' laatste jaren.
De band heeft er al diverse tournees opzitten. In 2013 speelde het in voorprogramma’s van Marillion en Spock's Beard. Het eerste concert dateert van 24 maart 2013 in Quebec, Canada. Even later waren ze in gezelschap van Beardfish. In april en mei 2014 legde de band een concerttoer af die hun zowel in Noord-Amerika als Europa bracht. Ook speelde de band mee tijdens de "Moody Blues Cruise" (concerten aan boord van een cruiseschip) en "Cruise to the Edge" (idem, onder leiding van Yes).
Collins en Kerzner zijn ook de horen op Supper's ready op het album Genesis revisited 2 van Steve Hackett.

## Leden
- Simon Collins – zang, slagwerk
- Dave Kerzner – toetsinstrumenten en achtergrondzang
- Matt Dorsey – gitaar, basgitaar en achtergrondzang
- Kelly Nordstrom – gitaar, basgitaar

Met podiumusici:
- Randy McStine – gitaar
- Bill Jenkins – toetsinstrumenten
- Ronen Gordon – slagwerk
- John Wesley – gitaar
- Jonathan Schang - slagwerk

## Discografie

### Album
- 2013: Dimensionaut

### Singles
- 2013: Not coming down
- 2014: Pale blue dot